# Tomáš Hodboď
Tomáš Hodboď (* 1. dubna 1988) je český podnikatel, partner v investiční skupině Miton a CEO vyhledávače módy GLAMI.

## Profesní život
Svou kariéru začal nástupem do jablonecké investiční skupiny Miton, kam nastoupil v roce 2007 při studiích na vysoké škole Technické univerzity v Liberci. Krátce potom se začal podílet na rozvoji srovnávače cen Heureka, který o 6 let později dovedl do úspěšného exitu. Internetový srovnávač cen koupila skupina Allegro a Tomáš následně portál pod novým majitelem vedl.
Od roku 2013 posílil tým partnerů investiční skupiny Miton, spoluzaložil s Michalem Jirákem módní vyhledávač GLAMI, kde od té doby působí jako CEO.
V roce 2016 byl nominován do Forbes 30 pod 30 a v roce 2019 s GLAMI získal ocenění Deloitte Fast 50 za 20. nejrychleji rostoucí firmu ve střední a východní Evropě, a 9. v České republice za růst 820% (2015–2018).

## Časová osa
- 2007 – rozvoj srovnávače cen Heureka a studium[3]
- 2011 – dovedl Heureku k prodeji[4] a vedl ji jako CEO[5]
- 2013 – stal se partnerem Mitonu[6]
- 2013 – založil s Michalem Jirákem módní vyhledávač GLAMI a stal se jeho CEO[7]
- 2016 – Forbes 30 pod 30[8]
- 2019 – GLAMI Deloitte Fast 50[9]